# Marcus Claudius Tacitus

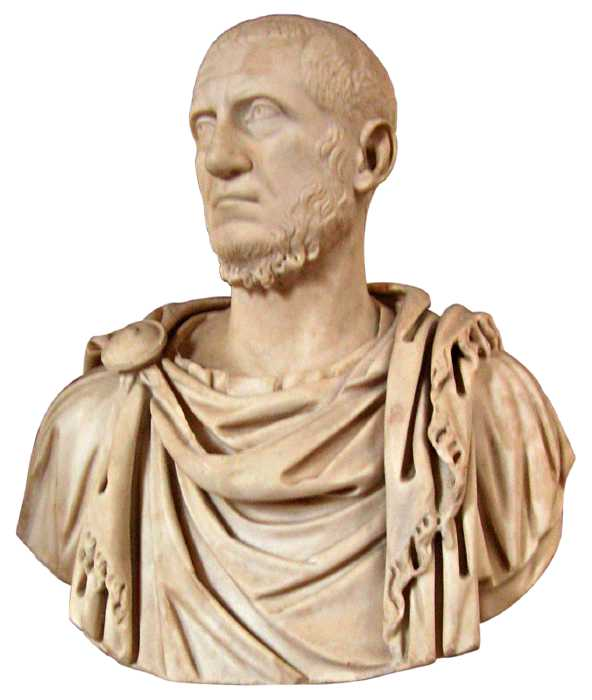
Marcus Claudius Tacitus

Marcus Claudius Tacitus (n. 200 d.Hr., Terni, Italia – d. iunie 276 d.Hr., Tyana, Provincia Niğde, Turcia) a fost Împărat roman din 25 Septembrie, 275, până în Iunie 276.
1. ↑  IdRef, accesat în 17 mai 2020